# Kansas
Kansas — американський рок-гурт, утворений 1970 року в Топека (Topeka), штат Канзас музикантами, які раніше були пов'язаними з гуртом White Clover, а саме: Дейвідом Хоупом (David Hope), 7.10.1949, Канзас, США — бас та Філом Іхартом (Phil Ehart), 1951, Канзас, США — ударні. До них також приєднались: Роберт Стейнхардт (Robert Steinhardt), 1951, Мічиган, США — вокал, скрипка; Стів Волш (Steve Walsh), 1951, Сент-Хосе, Міссурі, США — клавішні, вокал; Керрі Лівгрен (Kerry Livgren), 18.09.1949, Канзас, США — гітара, вокал та Рік Вілльямс (Rick Williams), 1951, Канзас, США — гітара.
Попри те, що всі учасники гурту походили зі США, з самого початку своєї діяльності гурт перебував під сильним впливом британських гуртів, таких як Yes та Genesis. Особливо це вплинуло на творчість Стіва Волша — головного автора текстів для Kansas.

## Історія
Гурт дебютував 1974 року альбомом «Kansas», який видала фірма «Kirshner Records». Вже два наступні лонгплеї здобули статус «золотих платівок», забезпечивши музикантам велику популярність в Америці. У період 1976—1977 років Kansas записали два майже найкращих своїх альбоми: «Leftoverture», з якого походив хіт «Carry On Wayward Son», та «Point Of Know Return», до якого ввійшов акустичний твір «Dust In The Wind», що став візиткою гурту. Проте, попри міцні позиції гурту в США, жодне видання Kansas не змогло потрапити до британських чартів.
1977 року Стів Волш та Філ Іхарт були запрошені Стівом Геккеттом взяти участь у записі його другого сольного альбому «Please Don't Touch». Тим часом музикантів гурту почало нудити від постійного віднесення їх музичною пресою до «прогресивного року» і вони вирішили надати своїй творчості комерційнішого відтінку. Незабаром велика популярність гурту була підтверджена, коли 27 травня 1978 року його було призначено заступником посла організації «UNICEF».
На початку вісімдесятих років після запису платівки «Audio Visions» Волш вирішив залишити своїх колег, розчарувавшись дедалі більшим комерційним звучанням гурту. Незабаром музикант видав сольний альбом «Schemer Dreamer», записувати який йому допомагали деякі музиканти з Kansas. Пізніше він утворив гурт Streets. Його місце у гурті Kansas зайняв у січні 1981 року Джон Елефант (John Elefante), 1958, Левіттон, Нью-Йорк, США, який став автором чотирьох творів до чергового альбому Kansas «Vinyl Confessions». Однак після запису невдалого альбому «Drastic Measures» у жовтні 1983 року шляхи учасників Kansas несподівано розійшлися. Лівгрен та Хоуп захопилися християнською релігією, де перший з них записав альбом «Seeds Of Change», розповівши про своє релігійне життя. Хоча альбом зазнав повної комерційної поразки, Лівгрен продовжував працювати у цьому ж напрямку, утворивши 1984 року християнський рок-гурт AD.
1986 року Волш, Іхарт та Вілльямс відродили діяльність гурту, запросивши також до складу Kansas колишнього учасника Dixie Dregs Стіва Морза (Steve Morse) — гітара та Біллі Гріра (Billy Greer) — бас, вокал. Цей склад записав альбом «Power», на якому залишив характерні для ранніх робіт симпатії до джаз-року, віддаючи перевагу важкому звучанню. Однак вже на черговій платівці «In The Spirit Of Things» музиканти повернулися до дуже помпезної продукції, характерної для їхніх композицій середини сімдесятих.
1992 року вийшов концертний лонгплей «Live At The Whisky», із записом святкового концерту на честь двадцятирічного ювілею гурту, на якому до своїх колег приєднався Керрі Лівгрен. 1994 року, рівно через двадцять років з часу видання першої платівки, фірма «Kirshner» видала подвійну збірку «Kansas Boxed Set» з найкращими композиціями періоду 1974—1980 років, а також з раритетними концертними записами. 1995 року гурт у складі Уолша, Лівгрена, Ехарта та Девіда Регсдейла записав альбом «Freaks Of Nature».
В 1998 році виходить альбом «Always Never the Same», а у 2000-у — «Somewhere to Elsewhere». З того часу гурт практично не записувався, але щорічно виходить в великі гастрольні тури.
У липні 2014 року Kansas залишає незмінний вокаліст та клавішник Стів Уолш. Його місце зайняв Ронні Платт, перший виступ з яким відбулося 12 вересня. Крім того, основні клавішні партії на сцені взяв на себе багаторічний освітлювач гурту Девід Меніон, який є клавішником і в гурті басиста «Kansas» Біллі Гріра Seventh Key.
У 2016 році Kansas випустили перший за 16 років студійний альбом «The Prelude Implicit», прихильно прийнятий критикою. У липні 2020 року випущено студійний альбом «The Absence of Presence».

## Дискографія
- 1974: Kansas
- 1975: Song For America
- 1975: Masque
- 1976: Leftoverture
- 1977: Point Of Know Return
- 1978: Two For The Show
- 1979: Monolith
- 1980: Audio Visions
- 1982: Vinyl Confessions
- 1983: Drastic Measures
- 1984: The Best Of Kansas
- 1986: Power
- 1988: In The Spirit Of Things
- 1992: Live At The Whisky
- 1993: Sterbox
- 1994: Boxed Set
- 1995: Freaks Of Nature
- 1998: Always Never the Same
- 2000: Somewhere to Elsewhere
- 2016: The Prelude Implicit
- 2020: The Absence of Presence

### Стів Волш
- 1980: Schemer Dreamer
- 1983: Streets (з власним гуртом Streets)
- 1984: Crimes In Mind (з власним гуртом Streets)
- 1984: Points On The Curve

### Керрі Лівгрен
- 1980: Seeds Of Change
- 1984: Time Line (разом з гуртом AD)
- 1986: Retribution
- 1990: Prime Mover
- 1993: One Of The Several Passible

### Стів Морз
- 1984: The Introduction (як The Steve Morse Band)
- 1985: Stand Up (як The Steve Morse Band)
- 1989: High Tension Wires